# Johan Löfvenberg
Johan Löfvenberg, född 21 september 1911 i Hemse, Gotlands län, död 30 november 1998 i Östergarns församling, var en svensk läkare.

## Biografi
Löfvenberg avlade studentexamen i Visby 1931, medicine kandidatexamen 1940 och medicine licentiatexamen i Uppsala 1948. Han var vikarierande stadsläkare 1947–1948, vikarierande underläkare vid olika avdelningar vid Sundsvalls lasarett 1948–1950 och underläkare vid barnavdelningen vid Linköpings lasarett 1950–1954. Löfvenberg var underläkare vid medicinska avdelningen vid Örnsköldsviks lasarett 1954–1957, vid medicinska avdelningen vid Sundsvalls lasarett 1957–1960 och överläkare vid internmedicinska kliniken och personalsjukvården vid Sidsjöns sjukhus från 1960.
Johan Löfvenberg var son till rektor Richard Löfvenberg och Brita Stengård. Han gifte sig 1950 med överläkaren Simone Bellander (1920–2016), dotter till jägmästaren Sixten Bellander och filosofie kandidat Synnøve Bellander. De blev föräldrar till Beate (född 1952) och Jacques (född 1954). Makarna Löfvenberg är begravda på Östergarns kyrkogård.